# Cavalaire-sur-Mer
 Cavalaire-sur-Mer  es una población y comuna francesa, que se encuentra en la región de Provenza-Alpes-Costa Azul, departamento de Var, en el distrito de Draguignan y cantón de Saint-Tropez.

## Demografía
| 1372 | 2116 | 2710 | 3912 | 4188 | 5237 |
| Para los censos de 1962 a 1999 la población legal corresponde a la población sin duplicidades (Fuente: INSEE [Consultar]) |      |      |      |      |      |